# Ammophila pictipennis
Ammophila pictipennis är en biart som beskrevs av Walsh 1869. Ammophila pictipennis ingår i släktet Ammophila och familjen grävsteklar. Inga underarter finns listade i Catalogue of Life.